# Valdas Adamkus

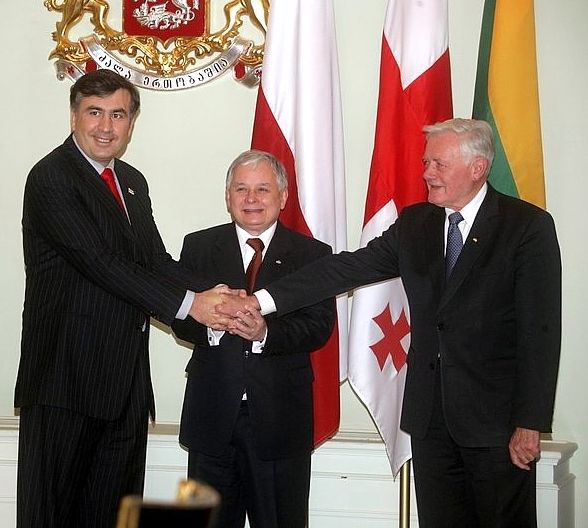
Micheil Saakaszwili, Valdas Adamkus i Lech Kaczyński (2007)

Valdas Adamkus (ur. 3 listopada 1926 w Kownie jako Voldemaras Adamkavičius) – litewski i amerykański polityk, inżynier i działacz społeczny, prezydent Litwy (1998–2003 oraz 2004–2009).

## Życiorys
Urodził się jako Voldemaras Adamkavičius, imię Valdas i nazwisko Adamkus przyjął w 1955. Jego ojciec był jednym z założycieli i wykładowców szkoły lotniczej w przedwojennej Litwie. Kształcił się w kowieńskim gimnazjum Aušra, podczas wojny przyłączył się do antyniemieckiego ruchu oporu. Kolportował wtedy podziemne czasopisma, m.in. patriotyczną gazetę „Jaunime, budėk!”. W 1944 wraz z rodzicami wyjechał do Niemiec, po krótkim pobycie powrócił jednak na Litwę w celu walki z sowieckim okupantem. Jeszcze w tym samym roku opuścił kraj. Ukończył litewskie gimnazjum w Niemczech, po czym studiował na wydziale nauk przyrodniczych Uniwersytetu Ludwika i Maksymiliana w Monachium. Pracował w międzyczasie dla YMCA.
W 1949 wyemigrował do Stanów Zjednoczonych, uzyskał obywatelstwo tego państwa. W 1960 ukończył inżynierię lądową w Illinois Institute of Technology. Początkowo pracował w fabryce produkującej części samochodowe, a następnie jako kreślarz w firmie inżynierskiej. Od początku lat 90. był zatrudniony w agencji federalnej Environmental Protection Agency, zajmował stanowisko zastępcy administratora i następnie do 1997 administratora regionu EPA zajmującego się ochroną Wielkich Jezior Północnoamerykańskich.
Na emigracji zaangażowany w działalność na rzecz społeczności litewskiej. W 1951 założył klub sportowy dla mniejszości litewskiej pod nazwą Lituanica. Był aktywnym organizatorem demonstracji i petycji przeciwko zniewoleniu Litwy, w latach 1961–1964 wchodził w skład zarządu Lithuanian-American Community, działał również w innych litewskich emigracyjnych organizacjach pozarządowych. W 1983 zorganizował światowe zawody sportowców litewskich. Był aktywnym członkiem Partii Republikańskiej. Od 1972 co kilka lat odwiedzał Litwę, przewożąc publikacje o tematyce litewskiej zakazane w ZSRR.
W 1993 prowadził kampanię wyborczą emigracyjnego kandydata na prezydenta Litwy Stasysa Lozoraitisa, włączył się również w kampanię umiarkowanych ugrupowań prawicowych w wyborach parlamentarnych w 1996. W 1997 został wpisany na ostatnie miejsce listy wyborczej Litewskiego Związku Centrum w wyborach do rady miejskiej w Szawlach.
W 1997 wystartował jako niezależny w wyborach prezydenckich. Po pierwszej turze znacząco przegrywał z Artūrasem Paulauskasem, jednak w drugiej, przeprowadzonej 4 stycznia 1998, pokonał kontrkandydata, uzyskując 50,4% głosów. Opowiadał się za akcesją Litwy do NATO i Unii Europejskiej. 5 stycznia 2003 przegrał drugą turę kolejnych wyborów prezydenckich. Jego kontrkandydat, były premier Rolandas Paksas, dostał wówczas 54,7% głosów. Nowy prezydent już w 2004 został złożony z urzędu w wyniku procedury impeachmentu, co skutkowało przedterminowymi wyborami. W drugiej turze z 27 czerwca 2004 Valdas Adamkus wynikiem 52,7% głosów pokonał Kazimirę Prunskienė. Drugą prezydencką kadencję zakończył 12 lipca 2009.
W latach 1951−2023 żonaty z Almą Adamkienė.

## Odznaczenia i wyróżnienia

### Ordery i odznaczenia
Litewskie
- Złoty Łańcuch Orderu Witolda Wielkiego[3]
- Krzyż Wielki Orderu Wielkiego Księcia Giedymina
- Krzyż Wielki Orderu Krzyża Pogoni
- 2009 – Gwiazda Tysiąclecia Litwy[10]
- 2019 – Medal „Za Zasługi dla Wilna i Narodu”" I klasy[11]

Zagraniczne
- 1998 – Krzyż Wielki Orderu Sokoła Islandzkiego[3]
- 1998 – Krzyż Wielki Orderu Świętego Olafa (Norwegia)[3]
- 1998 – Order Księcia Jarosława Mądrego I klasy (Ukraina)[3]
- 1999 – Łańcuch Orderu Krzyża Ziemi Maryjnej (Estonia)[3]
- 1999 – Krzyż Wielki Orderu Zbawiciela (Grecja)[3]
- 1999 – Łańcuch Orderu Zasługi Republiki Włoskiej[3]
- 1999 – Order Orła Białego (Polska)[3][12]
- 1999 – Krzyż Wielki Narodowego Orderu Zasługi (Malta)[3]
- 1999 – Krzyż Wielki Orderu Zasługi (Węgry)[3]
- 2000 – Order „Przyjaźń” I stopnia (Kazachstan)[3]
- 2001 – Krzyż Wielki Orderu Trzech Gwiazd (Łotwa)[3]
- 2001 – Krzyż Wielki Legii Honorowej (Francja)[3]
- 2001 – Łańcuch Orderu Gwiazdy Rumunii[3]
- 2002 – Order św. Mesropa Masztoca (Armenia)[3]
- 2002 – Orderu Białej Róży Finlandii[3]
- 2004 – Łańcuch Orderu Gwiazdy Białej (Estonia)[3]
- 2005 – Łańcuch Orderu Izabeli Katolickiej (Hiszpania)[3]
- 2005 – Stopień Specjalny Krzyża Wielkiego Orderu Zasługi Republiki Federalnej Niemiec (Niemcy)[3]
- 2005 – Order Podwójnego Białego Krzyża I klasy (Słowacja)[3]
- 2006 – Wielka Wstęga Orderu Leopolda (Belgia)[3]
- 2006 – Łańcuch Orderu Zasługi (Węgry)[3]
- 2006 – Krzyż Wielki Orderu Łaźni (Wielka Brytania)[3]
- 2006 – Order „Za zasługi” I klasy (Ukraina)[3]
- 2007 – Order Matki Teresy (Albania)[3]
- 2007 – Order Chryzantemy (Japonia)[3]
- 2007 – Łańcuch Orderu Infanta Henryka (Portugalia)[3]
- 2007 – Order Zwycięstwa Świętego Jerzego (Gruzja)[3]
- 2008 – Krzyż Wielki Orderu Lwa Niderlandzkiego (Holandia)[3]
- 2008 – Łańcuch Orderu Zasługi (Chile)[3]
- 2009 – Wielka Gwiazda Odznaki Honorowej za Zasługi dla Republiki Austrii[3]
- 2009 – Order Stara Płanina (Bułgaria)[3]
- 2009 – Krzyż Wielki Orderu Odrodzenia Polski[3][13]
- 2009 – Order Wolności (Ukraina)[3]

Niepaństwowe
- 2006 – Medal Rady Bałtyckiej[14]

### Nagrody i wyróżnienia
Otrzymał tytuł doktora honoris causa około 20 uczelni, w tym litewskich, polskich i amerykańskich. Otrzymał tytuł „Człowieka Roku” 2003 Forum Ekonomicznego. W 2012 został laureatem Nagrody Jana Nowaka-Jeziorańskiego. W 2022 otrzymał tytuł honorowego obywatela Wilna.